# 29770 Timmpiper
29770 Timmpiper è un asteroide della fascia principale. Scoperto nel 1999, presenta un'orbita caratterizzata da un semiasse maggiore pari a 2,3235291 UA e da un'eccentricità di 0,1533570, inclinata di 6,93829° rispetto all'eclittica.